# Championnats d'Europe juniors de natation 2009
Navigation
Édition précédente Édition suivante
La 36e édition des Championnats d'Europe juniors de natation se déroule du 8 au 12 juillet 2009 à Prague en République tchèque. Cette compétition est organisée sous l'égide de la Ligue européenne de natation. Elle est réservée aux garçons nés en 1991 ou 1992, et aux filles nées en 1993 ou 1994.

## Faits marquants
Chez les garçons, le Français Yannick Agnel remporte quatre médailles, dont trois d'or.
Chez les filles, l'Allemande Silke Lippok glane quant à elle six médailles, dont quatre médailles d'or.
Globalement, c'est l'Italie qui domine ces Championnats avec 30 médailles dont 10 en or. On citera notamment Ilaria Scarcella qui remporte les 3 épreuves de brasse (50 m, 100 m et 200 m) et Silvia Di Pietro qui s'adjuge en tout 6 médailles.

## Podiums

### Garçons
| Épreuve                | Or                                                                                | Or                | Argent                                                                 | Argent         | Bronze                                                                     | Bronze         |
| ---------------------- | --------------------------------------------------------------------------------- | ----------------- | ---------------------------------------------------------------------- | -------------- | -------------------------------------------------------------------------- | -------------- |
| Nage libre             |                                                                                   |                   |                                                                        |                |                                                                            |                |
| 50 m                   | Dominik Kozma Hongrie                                                             | 22 s 33           | Fabio Gimondi Italie                                                   | 22 s 61        | Eric Van Dooren Suisse                                                     | 22 s 65        |
| 100 m                  | Danila Izotov Russie                                                              | 48 s 48 EJR       | Francesco Donin Italie                                                 | 48 s 80        | Luca Leonardi Italie                                                       | 48 s 83        |
| 200 m                  | Yannick Agnel France                                                              | 1 min 47 s 02 EJR | Danila Izotov Russie                                                   | 1 min 47 s 77  | Artem Lobuzov Russie                                                       | 1 min 49 s 18  |
| 400 m                  | Yannick Agnel France                                                              | 3 min 48 s 17 EJR | Péter Bernek Hongrie                                                   | 3 min 50 s 53  | Adrián Mantas Mota Espagne                                                 | 3 min 52 s 12  |
| 800 m                  | Alessandro Cuoghi Italie                                                          | 8 min 1 s 87      | Martin Grodzki Allemagne                                               | 8 min 2 s 42   | Balázs Zámbó Hongrie                                                       | 8 min 4 s 34   |
| 1 500 m                | Gergely Gyurta Hongrie                                                            | 15 min 14 s 39    | Alessandro Cuoghi Italie                                               | 15 min 20 s 52 | Adrián Mantas Mota Espagne                                                 | 15 min 24 s 32 |
| Dos                    |                                                                                   |                   |                                                                        |                |                                                                            |                |
| 50 m                   | Marco Fanti Rovetta Italie                                                        | 25 s 49 EJR       | Ádám Szilágyi Hongrie                                                  | 25 s 75        | Stefano Pizzamiglio Italie                                                 | 25 s 77        |
| 100 m                  | Marco Fanti Rovetta Italie                                                        | 55 s 55           | Ádám Szilágyi Hongrie                                                  | 55 s 64        | Stefano Pizzamiglio Italie                                                 | 55 s 82        |
| 200 m                  | Radosław Kawęcki Pologne                                                          | 1 min 56 s 65 EJR | Péter Bernek Hongrie                                                   | 1 min 58 s 98  | Michele Malerba Italie                                                     | 2 min 0 s 69   |
| Brasse                 |                                                                                   |                   |                                                                        |                |                                                                            |                |
| 50 m                   | Aleksandr Triznov Russie                                                          | 27 s 34 EJR       | Andrea Toniato Italie                                                  | 28 s 03        | Petr Bartunek Tchéquie                                                     | 28 s 30        |
| 100 m                  | Andrea Toniato Italie                                                             | 1 min 0 s 97 EJR  | Aleksandr Triznov Russie                                               | 1 min 1 s 63   | Maksim Shcherbakov Russie                                                  | 1 min 1 s 70   |
| 200 m                  | Christian vom Lehn Allemagne                                                      | 2 min 11 s 07     | Maksim Shcherbakov Russie                                              | 2 min 12 s 83  | Dimitrios Koulouris Grèce                                                  | 2 min 14 s 68  |
| Papillon               |                                                                                   |                   |                                                                        |                |                                                                            |                |
| 50 m                   | Andriy Hovorov Ukraine                                                            | 23 s 66 EJR       | Tommaso Romani Italie                                                  | 24 s 15        | Fotios Koliopoulos Grèce                                                   | 24 s 36        |
| 100 m                  | Marcin Cieslak Pologne                                                            | 53 s 00           | Bence Pulai Hongrie                                                    | 53 s 02        | Philip Heintz Allemagne                                                    | 53 s 46        |
| 200 m                  | Marcin Cieslak Pologne                                                            | 1 min 56 s 13 EJR | Nimrod Hayet Israël                                                    | 1 min 57 s 97  | Zsombor Szana Hongrie                                                      | 1 min 58 s 76  |
| Quatre nages           |                                                                                   |                   |                                                                        |                |                                                                            |                |
| 200 m                  | Raphaël Stacchiotti Luxembourg                                                    | 2 min 2 s 56      | Dominik Kozma Hongrie                                                  | 2 min 4 s 05   | Morten Ahme Allemagne                                                      | 2 min 4 s 29   |
| 400 m                  | Roberto Pavoni Royaume-Uni                                                        | 4 min 17 s 27     | Gergely Gyurta Hongrie                                                 | 4 min 18 s 62  | Zsombor Szana Hongrie                                                      | 4 min 19 s 43  |
| Relais                 |                                                                                   |                   |                                                                        |                |                                                                            |                |
| 4 × 100 m nage libre   | Italie Francesco Donin Fabio Gimondi Luca Leonardi Stefano Mauro Pizzamiglio      | 3 min 16 s 58 EJR | France Antton Haramboure Lorys Bourelly Yannick Agnel Romain Magula    | 3 min 20 s 08  | Allemagne Joel Ax Philip Heintz Soeren Barthel Rico Stoeckmann             | 3 min 22 s 39  |
| 4 × 200 m nage libre   | France Antton Haramboure Thibault Bayrac Lorys Bourelly Yannick Agnel             | 7 min 21 s 15     | Russie Artem Lobuzov Vitaly Syrnikov Aleksandr Shumaylov Danila Izotov | 7 min 21 s 24  | Italie Francesco Donin Mihai Florin Pantir Alessandro Cuoghi Luca Leonardi | 7 min 22 s 76  |
| 4 × 100 m quatre nages | Italie Marco Fanti Rovetta Andrea Toniato Stefano Mauro Pizzamiglio Luca Leonardi | 3 min 38 s 28 EJR | Russie Dmitry Gorbunov Aleksandr Triznov Sergey Ivanov Danila Izotov   | 3 min 40 s 53  | Hongrie Ádám Szilágyi Dominik Kozma Bence Pulai Péter Bernek               | 3 min 41 s 06  |

### Filles
| Épreuve                | Or                                                                      | Or                | Argent                                                                   | Argent         | Bronze                                                                                        | Bronze         |
| ---------------------- | ----------------------------------------------------------------------- | ----------------- | ------------------------------------------------------------------------ | -------------- | --------------------------------------------------------------------------------------------- | -------------- |
| Nage libre             |                                                                         |                   |                                                                          |                |                                                                                               |                |
| 50 m                   | Silke Lippok Allemagne                                                  | 25 s 44           | Silvia Di Pietro Italie                                                  | 25 s 59        | Anna Santamans France                                                                         | 25 s 93        |
| 100 m                  | Silke Lippok Allemagne                                                  | 55 s 02 EJR       | Silvia Di Pietro Italie                                                  | 55 s 58        | Camille Radou France                                                                          | 55 s 87        |
| 200 m                  | Camille Radou France                                                    | 1 min 59 s 19 EJR | Silke Lippok Allemagne                                                   | 2 min 0 s 06   | Sharon van Rouwendaal Pays-Bas                                                                | 2 min 0 s 59   |
| 400 m                  | Sharon van Rouwendaal Pays-Bas                                          | 4 min 12 s 35     | Stefania Pirozzi Italie                                                  | 4 min 13 s 01  | Ann Morris Royaume-Uni                                                                        | 4 min 14 s 09  |
| 800 m                  | Grainne Murphy Irlande                                                  | 8 min 36 s 63     | Tjasa Oder Slovénie                                                      | 8 min 38 s 26  | Claudia Dasca Romeu Espagne                                                                   | 8 min 40 s 02  |
| 1 500 m                | Tjasa Oder Slovénie                                                     | 16 min 25 s 57    | Claudia Dasca Romeu Espagne                                              | 16 min 31 s 58 | Grainne Murphy Irlande                                                                        | 16 min 35 s 93 |
| Dos                    |                                                                         |                   |                                                                          |                |                                                                                               |                |
| 50 m                   | Mariya Tereschenko Ukraine                                              | 29 s 06 EJR       | Daryna Zevina Ukraine                                                    | 29 s 17        | Klaudia Nazieblo Pologne                                                                      | 29 s 34        |
| 100 m                  | Daryna Zevina Ukraine                                                   | 1 min 1 s 49      | Sarah Sjöström Suède                                                     | 1 min 2 s 91   | Klaudia Nazieblo Pologne                                                                      | 1 min 2 s 93   |
| 200 m                  | Daryna Zevina Ukraine                                                   | 2 min 10 s 08 EJR | Klaudia Nazieblo Pologne                                                 | 2 min 13 s 08  | Doerte Baumert Allemagne                                                                      | 2 min 13 s 40  |
| Brasse                 |                                                                         |                   |                                                                          |                |                                                                                               |                |
| 50 m                   | Ilaria Scarcella Italie                                                 | 31 s 71           | Vanessa Grimberg Allemagne                                               | 31 s 87        | Paulina Zachoszcz Pologne                                                                     | 31 s 89        |
| 100 m                  | Ilaria Scarcella Italie                                                 | 1 min 7 s 49 EJR  | Marina Garcia Urzainqui Espagne                                          | 1 min 7 s 63   | Maria Michalaka Grèce Paulina Zachoszcz Pologne                                               | 1 min 9 s 19   |
| 200 m                  | Ilaria Scarcella Italie                                                 | 2 min 25 s 02     | Marina Garcia Urzainqui Espagne                                          | 2 min 25 s 05  | Olga Detenyuk Russie                                                                          | 2 min 26 s 76  |
| Papillon               |                                                                         |                   |                                                                          |                |                                                                                               |                |
| 50 m                   | Silvia Di Pietro Italie                                                 | 26 s 33 EJR       | Lena Kalla Allemagne                                                     | 26 s 74        | Anna Schoholeva Chypre                                                                        | 27 s 10        |
| 100 m                  | Lena Kalla Allemagne                                                    | 58 s 76 EJR       | Beatrice Fassone Italie                                                  | 59 s 25        | Silvia Di Pietro Italie                                                                       | 59 s 44        |
| 200 m                  | Mirela Olczak Pologne                                                   | 2 min 9 s 32      | Boglárka Kapás Hongrie                                                   | 2 min 9 s 84   | Denise Riccobono Italie                                                                       | 2 min 10 s 31  |
| Quatre nages           |                                                                         |                   |                                                                          |                |                                                                                               |                |
| 200 m                  | Grainne Murphy Irlande                                                  | 2 min 14 s 22     | Aimee Wilmott Royaume-Uni                                                | 2 min 15 s 89  | Stefania Pirozzi Italie                                                                       | 2 min 16 s 11  |
| 400 m                  | Grainne Murphy Irlande                                                  | 4 min 40 s 88     | Aimee Wilmott Royaume-Uni                                                | 4 min 44 s 81  | Stefania Pirozzi Italie                                                                       | 4 min 45 s 37  |
| Relais                 |                                                                         |                   |                                                                          |                |                                                                                               |                |
| 4 × 100 m nage libre   | Allemagne Julika Niegisch Juliane Reinhold Lina Rathsack Silke Lippok   | 3 min 45 s 27 EJR | Italie Chiara Masini Luccetti Alice Mizzau Giada Galizi Silvia Di Pietro | 3 min 46 s 57  | Suède Lovisa Ericsson Josefin Lindqvist Henriette Stenkvist Michelle Coleman                  | 3 min 47 s 30  |
| 4 × 200 m nage libre   | Royaume-Uni Danielle Stirrat Emma Graham Eleanor Faulkner Anne Bochmann | 8 min 8 s 31 EJR  | Allemagne Juliane Reinhold Sandra Koch Katharina David Silke Lippok      | 8 min 10 s 47  | Suède Sarah Sjöström Henrietta Stenqvist Lovisa Ericsson Michelle Coleman                     | 8 min 10 s 57  |
| 4 × 100 m quatre nages | Allemagne Doerte Baumert Vanessa Grimberg Lena Kalla Silke Lippok       | 4 min 5 s 59 EJR  | Italie Rachele Qualla Ilaria Scarcella Beatrice Fassone Silvia Di Pietro | 4 min 8 s 03   | Espagne Eva Plaza Ortega Marina Garcia Urzainqui Aida Marti Arasa Anna Judit Ignacio Sorribes | 4 min 10 s 49  |

## Tableau des médailles
| Rang  | Nation      | Or | Argent | Bronze | Total |
| ----- | ----------- | -- | ------ | ------ | ----- |
| 1     | Italie      | 10 | 11     | 9      | 30    |
| 2     | Allemagne   | 6  | 5      | 4      | 15    |
| 3     | France      | 4  | 1      | 2      | 7     |
| 4     | Ukraine     | 4  | 1      | 0      | 5     |
| 5     | Pologne     | 3  | 1      | 4      | 8     |
| 6     | Irlande     | 3  | 0      | 1      | 4     |
| 7     | Hongrie     | 2  | 8      | 4      | 14    |
| 8     | Russie      | 2  | 5      | 3      | 10    |
| 9     | Royaume-Uni | 2  | 2      | 1      | 5     |
| 10    | Slovénie    | 1  | 1      | 0      | 2     |
| 11    | Pays-Bas    | 1  | 0      | 1      | 2     |
| 12    | Luxembourg  | 1  | 0      | 0      | 1     |
| 13    | Espagne     | 0  | 3      | 4      | 7     |
| 14    | Suède       | 0  | 0      | 2      | 2     |
| 15    | Israël      | 0  | 1      | 0      | 1     |
| 16    | Grèce       | 0  | 0      | 3      | 3     |
| 17    | Tchéquie    | 0  | 0      | 1      | 1     |
| 17    | Chypre      | 0  | 0      | 1      | 1     |
| 17    | Suisse      | 0  | 0      | 1      | 1     |
| Total | Total       | 40 | 40     | 41     | 121   |